# Tricalysia cryptocalyx
Tricalysia cryptocalyx är en måreväxtart som beskrevs av John Gilbert Baker. Tricalysia cryptocalyx ingår i släktet Tricalysia och familjen måreväxter.
Artens utbredningsområde är Madagaskar. Inga underarter finns listade i Catalogue of Life.